# Автошлях E136

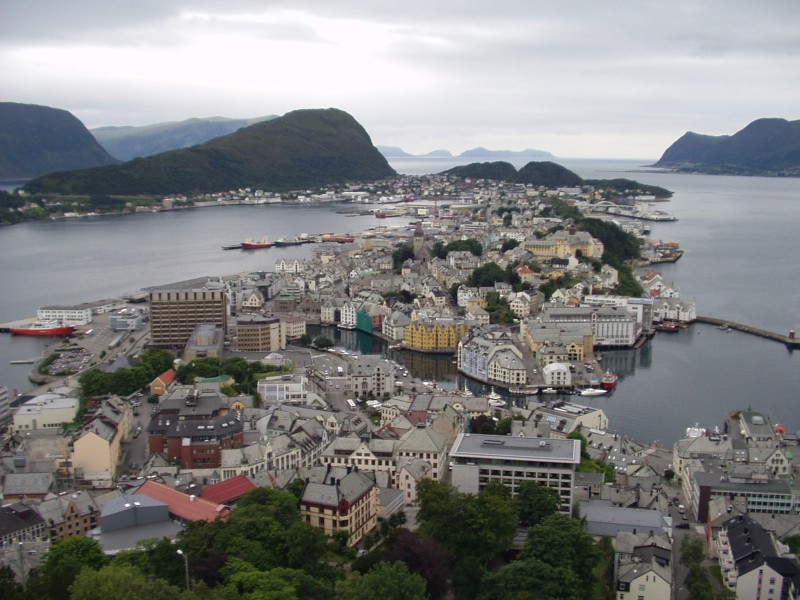
Вид на Олесунн згори

Європейський маршрут E136 — автомобільний європейський автомобільний маршрут категорії Б, що з'єднує в Норвегії міста Олесунн і Думбос. Це шосе розташовується в двох округах — Мере-ог-Ромсдал і Думбос. 

## Маршрут
- - E39 Олесунн - Сп'елкавік
  - E6 Ондалснес - Думбос